# Chaourse
Chaourse é uma comuna francesa na região administrativa de Altos da França, no departamento de Aisne. Estende-se por uma área de 18,6 km². Em 2010 a comuna tinha 556 habitantes (densidade: 29,9 hab./km²).